# Les Laubies
Les Laubies är en kommun i departementet Lozère i regionen Occitanien i södra Frankrike. Kommunen ligger i kantonen Saint-Amans som tillhör arrondissementet Mende. År 2022 hade Les Laubies 151 invånare.

## Befolkningsutveckling
Antalet invånare i kommunen Les Laubies
| Referens: INSEE |